# Mariette Rheiner Garner
Pour les articles homonymes, voir Garner.
Mariette Ettie Rheiner Garner, (née le 17 juillet 1869 à Sabinal au Texas, morte le 17 août 1948) à Uvalde, est l'épouse de John Nance Garner, 32e vice-président des États-Unis en fonction de 1933 à 1941 dans l'administration du président Franklin D. Roosevelt.

## Biographie
Elle est la fille de John Peter Rheiner, immigrant suisse venu lors de la ruée vers l'or, qui s'installe comme rancher au Texas, et de sa première femme, Mary Elizabeth Watson, qui meurt jeune. Mariette Rheiner est donc élevée dans différents pensionnats.
Elle se présente en 1893 au poste de juge du comté d'Uvalde mais est battue par le titulaire du poste, John Nance Garner, un avocat, bien que les femmes à l'époque n'avaient pas le droit de vote au Texas. Deux ans plus tard, le 25 novembre 1895, elle épouse John Garner à Sabinal, au Texas. Ils ont un fils, Tully Charles Garner (1896-1968). 
Elle est la secrétaire particulière de son mari durant son mandat à la Chambre des représentants des États-Unis, de 1903 à 1933.
Elle meurt d'une maladie nerveuse un mois après son 79e anniversaire.